# Arthur Adams (auteur)
 (novembre 2018).
Pour les articles homonymes, voir Arthur Adams et Adams.
Arthur « Art » Adams, né le 5 avril 1963 à Holyoke, Massachusetts, est un scénariste et dessinateur américain de comics.

## Biographie
Artiste autodidacte, Adams voulait travailler dans les comics depuis son enfance. Il devient connu quand il dessine la mini-série Longshot, écrite par Ann Nocenti et publiée en 1985 par Marvel Comics et qui attire des critiques très positives. Le style très reconnaissable et détaillé d'Adams lui confère une grande popularité, et il trouve facilement du travail dans cette branche. Cependant, son travail extrêmement détaillé, bien que populaire, a pour contrepartie d'être lent à produire, ce qui l'a empêché de travailler sur une série régulière pendant une longue période.
Malgré sa réputation d’avoir du mal à respecter ses délais[réf. nécessaire], Adams a travaillé sur des séries connues, incluant plusieurs séries X-Men, Fantastic Four, The Authority, Tom Strong, Gen 13 et plusieurs autres. 
Il est aussi connu pour Art Adams' Creature Features, une collection d’histoires déjà publiées rendant hommage à plusieurs monstres de film de Série B, et sa série en creator-owned (dont les droits lui appartiennent) Monkeyman and O'Brien, tous deux publiés par Dark Horse Comics. Adams est le cocréateur, avec le scénariste Steve Moore, de Jonni Future, un personnage de Tom Strong's Terrific Tales.
Adams est aussi un dessinateur de couvertures très apprécié et il est l’auteur d’images de nombreuses trading cards, posters, et autres produits du même type.
Son travail sur Longshot lui vaut le Russ Manning Award en 1986. Il a aussi reçu, avec le scénariste Bob Burden, l’Eisner Award du meilleur épisode solo en 1988 pour Gumby Summer Fun Special #1. Adams est aussi l’un des fondateurs de l’éphémère mais célèbre label Legend de Dark Horse Comics.
Il est marié à la dessinatrice de comics Joyce Chin.

## Publications
- The Authority
- Superman
- Batman
- Gen 13
- New Gods (Orion)
- Danger Girl
- Hulk Vol. 2: Red Hulk avec Jeph Loeb & Frank Cho
- Wildguard
- Longshot avec Ann Nocenti
- Jonni Future
- JLA
- Tom Strong
- Vampirella
- Terror Of Godzilla
- Dark Horse Presents DHP Annuals
- Monkeyman and O'Brien
- Marvel Holiday Spécial
- Thundercats
- Tommy and the Monsters (New Comics Group)
- Fantastic Four
- The Thing and The incredible Hulk
- Playstation Magazine (cover)
- Red Sonja (Dynamite Entertainment)
- Marvel Apes
- Counter X (Brian Wood, Steve Pugh, Ron Lim)
- Les Vengeurs Classic
- What If?...

## Récompenses
- 1986 : Prix Russ Manning
- 1988 : Prix Eisner du meilleur numéro pour Gumby Summer Fun Special n°1 (scénario de Bob Burden)
- 1995 :  Prix Haxtur de la meilleure couverture pour Star Wars n°1
- 2017 : Prix Inkpot